# Маратхо-майсурская война
Маратхо-майсурские войны — конфликт в Индии XVIII века между Маратхской империей и Государством Майсур. Хотя первые военные действия между сторонами начались в 1770-х годах, последняя война началась в феврале 1785 года и закончилась в 1787 году.

## Ситуация в XVIII веке
В XVIII веке наблюдался неуклонный упадок некогда доминирующей державы на всем субконтиненте — Империи Великих Моголов. Помимо катастрофического вторжения афшаридского правителя Ирана Надир-шаха в 1739 году, Маратхская империя успешно противостояла моголам. Тем временем Британская Ост-Индская компания утверждала свое влияние в Индии и была вовлечена в серию войн с Майсуром, которые в конечном итоге привели к тому, что регион попал под власть компании.

## Войны Майсура с англичанами
Майсур был относительно небольшим королевством в начале 1700-х годов. Однако такие способные правители, как Хайдер Али и Типу Султан, преобразовали королевство и сделали армию по европейскому образцу, что вскоре превратило её в военную угрозу как для Британской, так и для Маратхской империи. После смерти Хайдара Али Майсур занимал площадь в 80 000 кв. миль и имел население около 6 миллионов человек .
Начиная с 1767 года, Королевство Майсур в целом пережило четыре крупных военных столкновения (1767—1769; 1780—1784; 1790—1792; и 1799).
Около 1761 года главнокомандующий королевства Майсур Хайдер Али провозгласил себя абсолютным правителем королевства и начал военные кампании по расширению территории государства. В 1766 году Британская Ост-Индская компания объединила силы с местным правителем Хайдарабада против Хайдера Али, но к 1769 году британцы остались одни в войне с королевством Майсур. В 1769 году Хайдер Али отправился в Мадрас (местонахождение правительства Компании) и потребовал заключения мирного договора.

## Маратхо-майсурские войны
Хотя столкновения между правителем Майсура Хайдером Али и маратхами периодически происходили до 1785 года, настоящие военные действия начались в феврале 1785 года.
После Второй англо-майсурской войны правитель Майсура Типу Султан стремился сдерживать наступательные действия маратхов. Маратхи заключили военный союз с правителем Хайдарабада с общей целью вернуть территории, которые оба потеряли в Майсуре в предыдущих конфликтах. Большая часть желаемой территории подвергалась маршам, контрмаршам и осадам укрепленных пунктов. Маратхи также пытались втянуть Британскую Ост-Индскую компанию в назревающий конфликт, но политика нейтралитета, проводимая новым генерал-губернатором лордом Чарльзом Корнуоллисом, сделала её участие невозможным.

## Крупные конфликты
- Битва при форте Рутехалли (1764)[6]
- Битва при Сире и Маджири (1767)[7]
- Битва при Чинкурли (1771)[8]
- Битва при Сонши (1777)[9]
- Осада Наргунда, февраль 1785 года
- Осада Бадами, май 1786
- Осада Адони, июнь 1786
- Битва при Гаджендрагаде, июнь 1786 года
- Битва при Савануре, 10 октября 1786 года
- Осада Бахадур-Бенды, январь 1787 года

## Итог
Маратхско-майсурская война закончилась после окончательного конфликта во время осады Бахадур-Бенды в январе 1787 года, а затем установился мир с королевством Майсур, которому Типу Султан обязался подписанием Гаджендрагадского договора в апреле 1787 года. Типу должен был платить ежегодную дань маратхам в размере 12 лакхов в год, тем самым прекратив военные действия с ними, что позволило ему сосредоточиться на своем соперничестве с англичанами. Битва при Гаджендрагаде велась между маратхами и Типу Султаном с марта 1786 по март 1787 года, в которой Типу Султан потерпел поражение от маратхов. Благодаря победе в этой битве граница территории маратхов расширилась до реки Тунгабхадра.
Маратхо-майсурская война закончилась в апреле 1787 года после заключения Гаджендрагадского договора, согласно которому Типу Султан был обязан выплатить маратхам 4,8 миллиона рупий в качестве военных расходов и ежегодную дань в размере 1,2 миллиона рупий. В дополнение к возврату всей территории, захваченной Хайдером Али, Типу также согласился выплатить 4-летнюю задолженность по дани, которую Майсур задолжал маратхам, через Хайдера Али.
Типу Султан освободил Калопанта и вернул Адони, Киттура и Наргунда их прежним правителям. Бадами будет передан маратхам. Типу Султан также будет выплачивать ежегодную дань маратхам в размере 12 лакхов в год. Взамен Типу получит все места, которые они захватили во время войны, включая Гаджендрагарх и Дхарвар. Маратхи также обращались к Типу Султаном с почетным титулом «Набоб Типу Султан, Фатех Али хан». В Четвертой англо-Майсурской войне Маратхская империя оказала свою поддержку Британской Ост-Индской компании.